# إيدا نيلسون
إيدا نيلسون (بالسويدية: Ida Nilsson)‏ هي متسلقة جبال تزلج ‏ سويدية، ولدت في 8 فبراير 1981.

## وصلات خارجية
- إيدا نيلسون على موقع الاتحاد الدولي لألعاب القوى (الإنجليزية)
- إيدا نيلسون على موقع الاتحاد الألماني للألترا ماراثون (الإنجليزية)
- إيدا نيلسون على موقع رابطة إحصائيات سباق الطريق (الإنجليزية)
- إيدا نيلسون على موقع الرابطة الدولية لركض المسار (الإنجليزية)